# Techno Cumbia
Techno Cumbia é uma canção da cantora mexicano-americana de Tejano pop, Selena, do seu quinto álbum de estúdio, Amor Prohibido de 1994.

## Videoclipe
O vídeo da música "Techno Cumbia" foi lançado após a morte de Selena, em 1995. Selena danças do vídeo da música "Amor Prohibido" e filmagens do concerto Astrodome 1995 foram apenas vistos. O vídeo também contou com bailarinos de back-up que dançaram ao som de reggae.
"Techno Cumbia" estreou na Billboard Hot Latin Tracks em treze o número da semana de 7 de outubro de 1995, atingindo o número 4 em 4 de novembro.
| Gráfico (1995)                                | Posição |
| --------------------------------------------- | ------- |
| U.S. Billboard Hot Latin Tracks               | 4       |
| U.S. Billboard Latin Regional Mexican Airplay | 4       |